# Ави (француско место)
Ави (фр. Avy) насеље је и општина у западној Француској у региону Поату-Шарант, у департману Приморски Шарант која припада префектури Сент.
По подацима из 2011. године у општини је живело 470 становника, а густина насељености је износила 32,1 становника/km². Општина се простире на површини од 14,64 km². Налази се на средњој надморској висини од 66 метара (максималној 78 m, а минималној 15 m).

## Демографија
| 1962. | 1968. | 1975. | 1982. | 1990. | 1999. | 2011. |
| ----- | ----- | ----- | ----- | ----- | ----- | ----- |
| 330   | 361   | 400   | 399   | 457   | 482   | 470   |

График промене броја становника у току последњих година